# Keresztény Élet közössége
A Keresztény Élet közössége (angolul Christian Life Community), vagy tükörfordítással a Krisztusi Élet Közössége olyan katolikus lelkiségi mozgalom, melynek tagjai a római katolikus egyház tanítását vallják, és Loyolai Szent Ignác lelkigyakorlatai alapján törekednek hitüket megélni. A Mária Kongregáció 1967-es megújulásával jött létre. Elnevezésére magyarul a Krisztusi Élet Közössége - a Christian szó fordítása ugyanis: krisztusi - de esetenként emlegetik Keresztény Élet közössége méven is. Maga a közösség mindkét kifejezést használja.

## Története
A közösség a Világiak Pápai Tanácsának elismerése szerint „krisztushívők pápai jogú nemzetközi társulása” az Egyházjogi Törvénykönyv 312. kánonjának megfelelően.
- Eredete 1540 tájára vezethető vissza, amikor Loyolai Szent Ignác, a  Jézus Társasága (jezsuita rend) alapítója és társai kezdeményezésére a világ különböző tájain laikus közösségek jöttek létre.
- 1563-ban P. Jean Leunis, a Római Kollégium tanáraként egyetemi csoportokban, világiakkal elkezdi felfedezni a szentignáci lelkigyakorlatok lelkiségét laikusok számára.
- 1564-től ezek a csoportok „Congregatio Mariana” (Mária Kongregáció) néven nevezik magukat. A létrejött Kongregáció célja a Szent Ignác-i lelkigyakorlatok lelkiségének közvetítése laikusok számára.
- XIII. Gergely pápa ezt a Közösséget az 1584. december 5-én kelt „Omnipotentis Dei” bullával hivatalosan jóváhagyta, mint egyházi közösséget.
- 1773-ban XIV. Kelemen pápa rendelettel megszüntette a Jézus Társaságát, amivel együtt járt valamennyi hozzá kapcsolódó mozgalom betiltása is. Néhány hónappal később a Mária Kongregációk engedélyt kaptak, hogy tovább működhessenek, a helyi püspököknek alárendelve. Ez azzal járt, hogy a Kongregáció csoportjai számban erőteljesen növekedtek.
- 1920-ra 2500-ról 80 000-re nőtt a csoportok száma.
- 1924-ben a Jézus Társasága felállítja Rómában a Mária Kongregációk központi titkárságát.
- XII. Piusz pápa 1948. november 27-én kelt „Bis saeculari” apostoli konstitucíójával megerősítette a közösséget, és felhívta a tagságot, hogy térjenek vissza az eredeti lelkiséghez.
- 1953-ban létrejött a Mária Kongregációk Világszövetsége, és a pápa jóváhagyja a kongregációk nemzetközi kapcsolatáról szóló szabályzatot.
- 1954-ben az első világtalálkozó kiindulópontja lett egy világméretű megújulásnak. A II. vatikáni zsinat szellemében „csaknem új alapítás” jön létre.
- 1959-ben megkezdődik az ún. Általános Alapelvek előkészítése.
- 1967-ben a római világtalálkozón 38 ország küldöttei elfogadták az Általános Alapelveket, és a Mária Kongregáció innentől Keresztény Élet Közössége (KÉK) néven határozza meg önmagát.
- 1971-ben VI. Pál pápa jóváhagyta az „új” Közösséget.

Azóta három-, később négyévenként Világtalálkozókat, ún. Küldöttgyűlést rendeznek. A KÉK Világközösségnek (CLC - Christian Life Community) központja Rómában van, tagjai az önálló nemzeti közösségek. A világközösség alapdokumentumait minden ország nemzeti közössége megkapja, ezek tartalmazzák az általános irányelveket. Jelenleg közel 80 országban van nemzeti közössége. Gyümölcsoltó Boldogasszony ünnepén tartják világnapjukat.
1580 körül már Magyarországon is virágzó Mária Kongregációk voltak, az elsőt Pázmány Péter alapította és vezette Kolozsvárott. Később II. József 80 kongregációt oszlatott fel. 1943-ban a 70 férfi és 130 női magyar kongregáció kb. 33 ezer tagot számlált. A kommunista diktatúra idején az ő tevékenységüket is megszüntették. A KÉK létrejötte Magyarországon Horváth Ilona nevéhez fűződik, aki még az 1980-as években, az üldöztetés idején került kapcsolatba velük. Valaki szólt neki, hogy Drezdában (az akkori keletnémet kommunista államban) jezsuiták tartanak lelkigyakorlatot - természetesen az állami hatalom elől rejtetten. Tizenegy napos, úgynevezett alapképzésen vett részt, s ekkor ismerte meg az ottani laikus közösséget. Később mások is csatlakoztak hozzá Magyarországról. A magyar KÉK kezdetét 1990-től számítják, amikor német jezsuiták vezetésével az első lelkigyakorlatot és lelkigyakorlat-vezető képző szemináriumot megtartották. Ez az élő kapcsolat azóta is megvan a magyar KÉK és a német GCL között. A GCL „hivatalosan” is a magyar KÉK „patronáló”-ja. Jelenleg Budapesten, Vecsésen, Miskolcon és Szegeden működnek KÉK-csoportok. 2004-ben újjászerveződött a magyar Közösség a XX. század elején a Mária Kongregáció országos központjaként létrehozott épületben. Körülbelül 120 tagja van, sokan dolgoznak szociális területen.

## Tevékenysége
A Közösség lelkiségének középpontja Jézus. Tagjai minden nap imádkoznak, lelkiismeret vizsgálatot tartanak és szentmisén vesznek részt. 5-10 fős csoportokban - általában a tagok otthonában - hetente, kéthetente rendszeresen összejönnek, segítik egymást, megosztják egymással tapasztalataikat, együtt imádkoznak, és együtt vesznek részt liturgikus cselekményekben. Nincs papi vezetőjük, az egyes nemzeti közösségek mellett egyházi asszisztens működik, aki lehetőleg jezsuita szerzetes. Elsődleges feladatuknak tekintik, hogy együtt munkálkodjanak az igazságosság és béke, a teljes ember belső szabadsága, és valamennyi ember szabadsága érdekében, és emellett a hitben és a hétköznapi életben segítsék egymást. Ezt teszik közvetlen környezetükben (család, lakóhely, munkahely...), de tágabb keretekben is, pl. egyházi vagy társadalmi szervezetekben. Lelkigyakorlatok vezetése mellett számos missziós és karitatív munkát is végeznek: pl. cigánypasztorációval, hajléktalanok, munkanélküliek megsegítésével foglalkoznak, vagy  fiatalok, egyetemisták tanulmányaik közben egy évre elmennek valamelyik harmadik világbeli országba, s ott lelki pasztorációs és karitatív munkát végeznek. Arra törekednek, hogy életük legegyszerűbb elemeinek is apostoli értelmet adjanak. A nemzeti közösségek döntik el, hogy mely területen tudnának leginkább részt venni a világközösség munkájában.
Magyarországon leginkább kialakult szolgálat a lelkigyakorlatok tartása, miket nemcsak maguk számára, hanem mások számára is tartanak. A lelkigyakorlatok kísérésére többen német jezsuitáktól kaptak képzést, amit ma már képzés formájában is továbbadnak. A tagjaikat arra képzik, hogy tudjanak csoportkísérőként működni. Évente kb. 10 rövidebb-hosszabb kurzust és lelkigyakorlatot kínálnak az ország különböző lelkigyakorlatos házaiban. Adventben és nagyböjtben ún. hétköznapi lelkigyakorlatokat tartanak 4–5 helyszínen: plébániákon, szerzetesházakban. Ezek öt-hat héten keresztül heti egyszeri találkozót jelentenek: a résztvevők heti egyszeri találkozásával egyénileg végezhető a kézbekapott anyag segítségével, ami napi imádságukat segíti. A heti találkozókon az átelmélkedett anyagot kiscsoportban megbeszélik, megosztják egymással a tapasztalatokat, együtt átgondolják mindazt, ami foglalkoztatja őket, imádságos visszatekintést tartanak életük hosszabb vagy rövidebb szakaszairól, hogy begyakorolják az evangélium szellemében látni életük eseményeit. Minderről évente előzetes tájékoztatót adnak ki. Nyári lelkigyakorlataikat külön kínálják fel kezdőknek és haladóknak, a rövid néhány napostól az egyénileg vezetett nyolcnapos lelkigyakorlatokig. Ezeket rendszerint Tahiban vagy más lelkigyakorlatos házakban tartják. Kis létszámúak, mert nem előadásokkal, hanem csoportos foglalkozással indulnak és eljutnak egészen az egyéni foglalkozásig. A lelkigyakorlataikat Szent Ignác lelkigyakorlatai alapján építik fel, de mindig függ a csoport összetételétől, hogy mennyire kezdők vagy már haladóbbak a lelki életben. A Szent Ignác-i lelkiség irodalma igen gazdag német nyelven. A magyar közösség tagjai igyekeznek ebből minél többet lefordítani.
Bárki lehet tagja a közösségnek: házaspárok, egyedülállók, laikusok és papok. Ám a Szent Ignác-i lelkiség - amelyben különösen fontos az elmélyült gondolkodás, a megkülönböztetés képessége, hogy valaki képes legyen mélységében áttekinteni az életét, s mérlegeljen - inkább az értelmiségieket vonzza, ezt mutatja a német és magyar tapasztalat is. Többféle módon történhet a közösséghez csatlakozás. Az egyik mód, hogy az érdeklődők részt vesznek szentignáci lelkigyakorlaton, hétköznapok lelkigyakorlatán, s ha ezt a lelkiséget magukhoz közelállónak érzik, csatlakoznak egy KÉK-csoporthoz. Más esetekben a KÉK-csoport tagok meghívják barátaikat a közösségbe, akik aztán - megismerve ezt a lelkiséget - megmaradnak ezen az úton. A húszévesnél fiatalabbak ezzel a lelkiséggel a Szentjánosbogár Közösségben találkozhatnak. Amikor „kinövik” azt, szabadon választhatják a KÉK-et.